# Borgarmålet
Borgarmålet ist eine schwedisch-samische Pidginsprache, welche im 18. Jahrhundert im schwedischen Lappland als Handelssprache zwischen den Schweden und Lule-Samen verwendet wurde.
Die Sprache besitzt vorwiegend Vokabular aus dem Schwedischen und ist stark vereinfacht.

## Überlieferung
Die einzige Überlieferung stammt vom schwedischen Missionar Pehr Högström, in der insgesamt fünf Sätze in Borgarmålet mit schwedischer Übersetzung angegeben sind:
1. Du stick uti mäg din skin, så jag sätt uti däg min bränwin. = Du gifwer mig dina skinnvaror, så gifwer jag dig bränwin igen.
2. Du släpp din räf uti min wäm, så få du din bak den pelsomesak. = Du ger denna rot eller rofwa åt min maga, så gifwer jag dig tilbaka detta muddskin.
3. Den Lapman kast sin renost bak i den borgar. = Lappen ger Renosten åt Borgarn.
4. Som du wara rätt stin. = Du är mycket dyr.
5. Hur sit din heit? = Huru heter du?